# وتسه
وتسه (به آلمانی: Weeze) یک شهر در آلمان است که در کلفه واقع شده‌است. وتسه ۱۰٬۵۲۸ نفر جمعیت دارد.

## خواهرخوانده
شهر واتون، نورفک خواهرخواندهٔ وتسه هست.